# Capolavoro (Il Volo)
Capolavoro è un singolo del gruppo musicale italiano Il Volo, pubblicato il 7 febbraio 2024 come primo estratto dal nono album in studio Ad Astra.
Il brano è stato presentato in gara durante la 74ª edizione del Festival di Sanremo, dove si è classificato all'ottavo posto al termine della manifestazione.

## Descrizione
Il brano, scritto da Edwyn Roberts, Stefano Marletta e Michael Tenisci, è prodotto da Federico Nardelli ed Edwyn Roberts. Successivamente il trio, per celebrare i quindici dalla fondazione del gruppo, ha annunciato il concerto in tre date dal titolo Tutti per uno - Capolavoro, svoltosi all'Arena di Verona dal 9 al 13 maggio 2024 e trasmesso in prima serata su Canale 5 dal 14 al 28 maggio dello stesso anno.

## Video musicale
Il video musicale, diretto da Leandro Manuel Emede, è stato pubblicato in concomitanza all'uscita del brano attraverso il canale YouTube del gruppo.

## Tracce
Testi e musiche di Edwyn Roberts, Stefano Marletta e Michael Tenisci.
1. Capolavoro – 3:18

## Classifiche
| Classifica (2024) | Posizione massima |
| ----------------- | ----------------- |
| Italia            | 23                |